# Васильевка (Зубово-Полянский район)
Васильевка — упразднённый посёлок в Зубово-Полянском районе Мордовии России. Входил в состав Каргашинского сельского поселения. Исключен из учётных данных в 2005 году.

## География
Располагался в 5 км к юго-востоку от села Промзино.

## История
Основан в 1926 году переселенцами из села Промзино.

## Население
| 2002 | 2010 |
| ---- | ---- |
| 2    | ↘0   |

Национальный состав
Согласно результатам Всероссийской переписи населения 2002 года, в национальной структуре населения мордва-мокша составляли 100 %.